# Carnegia
Carnegia este un gen de insecte lepidoptere din familia Saturniidae.

Cladograma conform Catalogue of Life:
| Carnegia | \| \| Carnegia impar \| \| \| \| \| \| Carnegia mirabilis \| \| \| \| |
|          | \| \| Carnegia impar \| \| \| \| \| \| Carnegia mirabilis \| \| \| \| |
|          | Carnegia impar                                                        |
|          |                                                                       |
|          | Carnegia mirabilis                                                    |
|          |                                                                       |